# 小行星1888
小行星1888（1888 Zu Chong-Zhi）是由南京紫金山天文台于1964年11月9日发现的主帶小行星。
該小行星以中國數學家祖冲之命名。

### 轨道根数
- 日期：2452400.5 (2002年5月6日08时00分00秒，历书时)
- 偏心率：0.1655346
- 升交点黄经：244.99509°
- 轨道半径: 2.5479303天文单位
- 公转周期：4.06714年
- 升交点日距：2.75623天文单位
- 近日点黄纬：-4.6455984°
- 近日点日距：2.126159677天文单位
- 近日点角距：232.44158°
- 平近点角：34.06845°
- 黄经平均变化率：0.242338692°/天
- 降交点日距：2.25098天文单位
- 近日点日期：2452259.9180319 (2001年12月16日18时01分58秒，历书时)
- 轨道倾角：5.86405°
- 远日点日距：2.969700923天文单位
- 比角动量：0.027079583天文单位2/天
- 近日点黄经：117.2913105°